# TJ Granitol Moravský Beroun

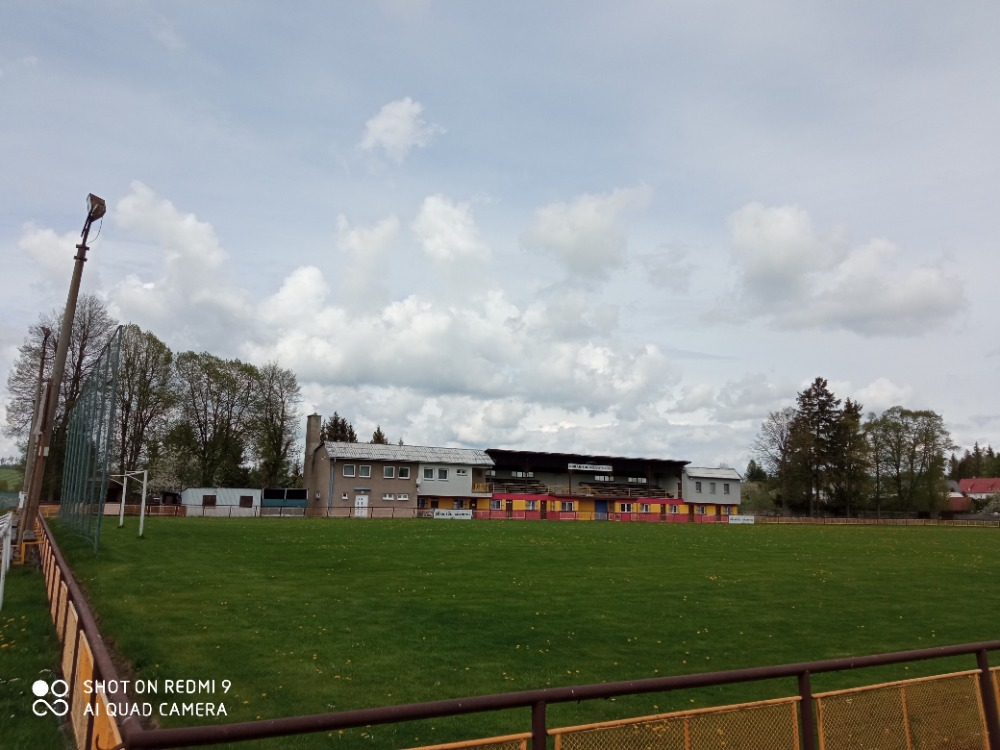
stadion Moravský Beroun

TJ Granitol Moravský Beroun je český fotbalový klub z města Moravský Beroun, který byl založen v roce 1945 pod názvem TJ Sokol Moravský Beroun.. Od sezóny 2018/19 hraje I. B třídu Olomouckého kraje (7. nejvyšší soutěž).
Předsedou TJ Granitol je Ladislav Navrátil. Své domácí zápasy odehrává klub na stadionu v Moravském Berouně.

## Historické názvy
Zdroj: 
- 1945 – TJ Sokol Moravský Beroun (Tělovýchovná jednota Sokol Moravský Beroun)
- 19?? – TJ Fatra Moravský Beroun (Tělovýchovná jednota Fatra Moravský Beroun)
- 19?? – TJ Jiskra Moravský Beroun (Tělovýchovná jednota Jiskra Moravský Beroun)
- 19?? – TJ Granitol Moravský Beroun (Tělovýchovná jednota Granitol Moravský Beroun)

## Odchovanci
Nejslavnějším odchovancem klubu je Oldřich Machala.

## Umístění v jednotlivých sezonách
Zdroj: 
Stručný přehled
- 1975–1976: Okresní soutěž Bruntálska
- 1976–1991: bez soutěže
- 1991–1992: I. B třída Hanácké župy – sk. B
- 1992–1997: I. B třída Hanácké župy – sk. C
- 1997–1998: I. B třída Hanácké župy – sk. B
- 1998–2002: Okresní přebor Olomoucka
- 2002–2005: I. B třída Moravskoslezského kraje – sk. A
- 2005–2007: I. B třída Olomouckého kraje – sk. B
- 2007–2008: I. B třída Olomouckého kraje – sk. C
- 2008–2009: I. A třída Olomouckého kraje – sk. A
- 2009–2010: I. B třída Olomouckého kraje – sk. B
- 2010–2018: I. A třída Olomouckého kraje – sk. A
- 2018–2024: I. B třída Olomouckého kraje – sk. B
- 2024–: Okresní přebor Olomoucka

Jednotlivé ročníky
Legenda: Z – zápasy, V – výhry, R – remízy, P – porážky, VG – vstřelené góly, OG – obdržené góly, +/- – rozdíl skóre, B – body, červené podbarvení – sestup, zelené podbarvení – postup, fialové podbarvení – reorganizace, změna skupiny či soutěže
| Československo (1975 – 1993) |                                            |        |    |    |       |    |     |    |     |    |        |
| Sezóny                       | Liga                                       | Úroveň | Z  | V  | R     | P  | VG  | OG | +/− | B  | Pozice |
| 1975/76                      | Okresní soutěž Bruntálska                  | 9      | 22 | …  | …     | …  | …   | …  | …   | 14 | 11.    |
| …                            |                                            |        |    |    |       |    |     |    |     |    |        |
| 1991/92                      | I. B třída Hanácké župy – sk. B            | 7      | 26 | 8  | 6     | 12 | 34  | 46 | −12 | 22 | 11.    |
| 1992/93                      | I. B třída Hanácké župy – sk. C            | 7      | 26 | 10 | 6     | 10 | 60  | 58 | +2  | 26 | 6.     |
| Česko (1993 – )              |                                            |        |    |    |       |    |     |    |     |    |        |
| Sezóny                       | Liga                                       | Úroveň | Z  | V  | R     | P  | VG  | OG | +/− | B  | Pozice |
| 1993/94                      | I. B třída Hanácké župy – sk. C            | 7      | 26 | 9  | 4     | 13 | 47  | 48 | −1  | 22 | 10.    |
| 1994/95                      | I. B třída Hanácké župy – sk. C            | 7      | 26 | 8  | 6     | 12 | 48  | 46 | +2  | 30 | 12.    |
| 1995/96                      | I. B třída Hanácké župy – sk. C            | 7      | 26 | 11 | 4     | 11 | 45  | 45 | 0   | 37 | 10.    |
| 1996/97                      | I. B třída Hanácké župy – sk. C            | 7      | 26 | 7  | 5     | 14 | 48  | 82 | −34 | 26 | 12.    |
| 1997/98                      | I. B třída Hanácké župy – sk. B            | 7      | 26 | 6  | 7     | 13 | 37  | 56 | −19 | 25 | 13.    |
| 1998/99                      | Okresní přebor Olomoucka                   | 8      | 26 | 12 | 2     | 12 | 59  | 58 | +1  | 38 | 8.     |
| 1999/00                      | Okresní přebor Olomoucka                   | 8      | 26 | 15 | 6     | 5  | 66  | 38 | +28 | 51 | 3.     |
| 2000/01                      | Okresní přebor Olomoucka                   | 8      | 26 | 11 | 5     | 10 | 54  | 47 | +7  | 38 | 5.     |
| 2001/02                      | Okresní přebor Olomoucka                   | 8      | 26 | 21 | 3     | 2  | 82  | 26 | +56 | 66 | 1.     |
| 2002/03                      | I. B třída Moravskoslezského kraje – sk. A | 7      | 26 | 17 | 0     | 9  | 73  | 43 | +30 | 51 | 4.     |
| 2003/04                      | I. B třída Moravskoslezského kraje – sk. A | 7      | 24 | 13 | 8     | 3  | 55  | 28 | +27 | 47 | 3.     |
| 2004/05                      | I. B třída Moravskoslezského kraje – sk. A | 7      | 26 | 8  | 10    | 8  | 43  | 44 | −1  | 34 | 7.     |
| 2005/06                      | I. B třída Olomouckého kraje – sk. B       | 7      | 26 | 12 | 4     | 10 | 59  | 56 | +3  | 40 | 6.     |
| 2006/07                      | I. B třída Olomouckého kraje – sk. B       | 7      | 26 | 9  | 7     | 10 | 45  | 55 | −10 | 34 | 9.     |
| 2007/08                      | I. B třída Olomouckého kraje – sk. C       | 7      | 26 | 19 | 5     | 2  | 62  | 28 | +34 | 62 | 1.     |
| 2008/09                      | I. A třída Olomouckého kraje – sk. A       | 6      | 26 | 7  | 5     | 14 | 49  | 57 | −8  | 26 | 13.    |
| 2009/10                      | I. B třída Olomouckého kraje – sk. B       | 7      | 26 | 18 | 1     | 7  | 64  | 36 | +28 | 55 | 2.     |
| 2010/11                      | I. A třída Olomouckého kraje – sk. A       | 6      | 26 | 7  | 6     | 13 | 42  | 49 | −7  | 27 | 12.    |
| 2011/12                      | I. A třída Olomouckého kraje – sk. A       | 6      | 26 | 9  | 6     | 11 | 41  | 54 | −13 | 33 | 8.     |
| 2012/13                      | I. A třída Olomouckého kraje – sk. A       | 6      | 26 | 12 | 4     | 10 | 66  | 60 | +6  | 40 | 5.     |
| 2013/14                      | I. A třída Olomouckého kraje – sk. A       | 6      | 26 | 12 | 4     | 10 | 66  | 45 | +21 | 40 | 6.     |
| 2014/15                      | I. A třída Olomouckého kraje – sk. A       | 6      | 26 | 10 | 1     | 15 | 43  | 60 | −17 | 31 | 9.     |
| 2015/16                      | I. A třída Olomouckého kraje – sk. A       | 6      | 26 | 8  | 4     | 14 | 56  | 63 | −7  | 28 | 12.    |
| 2016/17                      | I. A třída Olomouckého kraje – sk. A       | 6      | 26 | 9  | 2 / 3 | 12 | 56  | 59 | −3  | 34 | 10.    |
| 2017/18                      | I. A třída Olomouckého kraje – sk. A       | 6      | 26 | 5  | 1 / 3 | 17 | 52  | 79 | −27 | 20 | 14.    |
| 2018/19                      | I. B třída Olomouckého kraje – sk. B       | 7      | 24 | 10 | 1 / 3 | 10 | 58  | 56 | +2  | 35 | 7.     |
| ** 2019/20                   | I. B třída Olomouckého kraje – sk. B       | 7      | 14 | 5  | 0 / 3 | 6  | 37  | 38 | −1  | 18 | 8.     |
| ** 2020/21                   | I. B třída Olomouckého kraje – sk. B       | 7      | 10 | 2  | 1 / 1 | 6  | 19  | 31 | −12 | 9  | 12.    |
| 2021/22                      | I. B třída Olomouckého kraje – sk. B       | 7      | 26 | 10 | 5     | 11 | 78  | 67 | +11 | 38 | 6.     |
| 2022/23                      | I. B třída Olomouckého kraje – sk. B       | 7      | 26 | 8  | 2     | 16 | 60  | 81 | −21 | 26 | 12.    |
| 2023/24                      | I. B třída Olomouckého kraje – sk. B       | 7      | 26 | 6  | 4     | 16 | 52  | 80 | −28 | 22 | 14.    |
| 2024/25                      | Okresní přebor Olomoucka                   | 8      | 28 | 16 | 4     | 8  | 100 | 72 | +28 | 55 | 4.     |

Poznámky:
- Od ročníku 2016/17 včetně se hraje v Olomouckém kraji tímto způsobem: Pokud zápas skončí nerozhodně, kope se penaltový rozstřel. Jeho vítěz bere 2 body, poražený pak jeden bod. Za výhru po 90 minutách jsou 3 body, za prohru po 90 minutách není žádný bod.

**= sezona předčasně ukončena z důvodu pandemie covidu-19